# Erich Berneker (Rechtshistoriker)
Erich Berneker (* 14. April 1905 in Prag; † 28. Dezember 1983 in Würzburg) war ein deutscher Rechtshistoriker. Sein Spezialgebiet war das antike Recht nach griechischen Quellen.

## Leben und Werk
Erich Berneker war der Sohn des Slawisten Erich Berneker (1874–1937). Er wurde in Prag geboren und wuchs später in München auf. Dort besuchte er das Wilhelmsgymnasium und studierte nach dem Abitur (1924) Rechtswissenschaft an der Universität München. Das Sommersemester 1925 verbrachte er an der Universität Heidelberg. Nach der ersten juristischen Staatsprüfung (7. Februar 1928) und Promotion zum Dr. iur. (24. Juli 1929) arbeitete Berneker als Assessor bei einem Münchner Rechtsanwalt und legte am 9. November 1931 die zweite juristische Staatsprüfung ab.
Von 1931 bis 1934 arbeitete Berneker als Assistent bei Leopold Wenger. 1933 schloss er sich der SA an. Am 8. August 1935 habilitierte er sich an der Universität München für Rechtsgeschichte. Nach einer Lehrstuhlvertretung in Erlangen wurde er am 18. Mai 1937 in München zum Dozenten ernannt. Am 5. Juni 1937 beantragte er die Aufnahme in die NSDAP und wurde rückwirkend zum 1. Mai desselben Jahres aufgenommen (Mitgliedsnummer 4.263.833). Am 1. April 1938 ging er als außerordentlicher Professor an die Universität Erlangen. 1940 wechselte er als ordentlicher Professor an die Universität Prag, 1941 an die Universität Heidelberg.
Ab 1942 musste Berneker im Zweiten Weltkrieg als Soldat dienen. 1943 wurde er verwundet und von der Front entlassen. 1944 kehrte er an die Universität Prag zurück, wo er im Mai 1945 in Kriegsgefangenschaft geriet.
Nach seiner Entlassung wurde Berneker am 15. Mai 1946 zum Lehrstuhlinhaber für Bürgerliches und Römisches Recht an der neu gegründeten Johannes Gutenberg-Universität Mainz ernannt. Zum Sommersemester 1950 wechselte er an die Universität Würzburg, wo er bis zu seiner Emeritierung (30. September 1973) wirkte.
Erich Berneker beschäftigte sich hauptsächlich mit dem griechischen Prozesswesen. Dabei zog er inschriftliche und papyrologische Quellen heran. Er verfasste zahlreiche Aufsätze und Monografien zum Gerichts- und Prozesswesen im ptolemäischen Ägypten. Daneben stammt von ihm das Handbuch Zur griechischen Rechtsgeschichte (Darmstadt 1968).